# Artificial Intelligence Index
L'Artificial Intelligence Index è un particolare indice di riferimento utilizzato per il settore delle gestioni Absolute Return, che intendono offrire un rendimento assoluto indipendentemente dall'andamento di mercato. In quanto riferimento per questa classe di gestioni, l'indice è attivo e utilizza modelli di finanza quantitativa per la selezione dei componenti dell'indice.

## Composizione dell'indice
L'Artificial Intelligence Index è composto da 24 fondi estratti da un paniere di SICAV europee, con le seguenti caratteristiche:
- strategia attiva di portafoglio,
- appartenenti alla categoria Flessibili, Obbligazionari Flessibili, Total Return e Absolute Return,
- valuta EURO,
- con almeno un anno di storia.

La composizione dell'indice viene aggiornata ogni mese e il valore è calcolato giornalmente sulla base della media aritmetica dei rendimenti dei costituenti dell'indice attraverso il metodo del regime composto. La scelta sui fondi che compongono l'indice avviene attraverso appositi algoritmi multi-ranking, ovvero basati su nove classifiche realizzate con tre indicatori di performance, tre indicatori di rischio e tre indicatori di efficienza.

## Formula dell'indice
{\displaystyle R_{t}={\frac {\sum _{i=1}^{n}r_{it}}{n}}}
{\displaystyle I_{t}=I_{t-1}\times (R_{t}+1)}

## Utilizzo
- benchmarking: parametro di riferimento per il confronto di metodologie di selezione di fondi o di strategie d'investimento
- supporto alla gestione: strumento per la costruzione di portafogli composti
- supporto alla consulenza: strumento per la selezione dei migliori fondi Flessibili/Absolute Return